# Elecciones al Congreso de los Diputados de noviembre de 2019 (Málaga)
Las elecciones al Congreso de los Diputados de 2019 se celebraron en la provincia de Málaga el domingo 10 de noviembre, como parte de las elecciones generales convocadas por Real Decreto dispuesto el 4 de marzo de 2019 y publicado en el Boletín Oficial del Estado el día siguiente. Se eligieron los 11 diputados del Congreso correspondientes a la circunscripción electoral de Málaga, mediante un sistema proporcional (método d'Hondt) con listas cerradas y un umbral electoral del 3%.

## Resultados
Los comicios depararon 4 escaños al Partido Socialista Obrero Español, 3 escaños al Partido Popular, 2 escaños a Vox y 1 a Ciudadanos y Podemos-IU-Equo.
| Candidatura                                            | Candidatura                                            | Votos     | %                                       | Escaños                                 |
| ------------------------------------------------------ | ------------------------------------------------------ | --------- | --------------------------------------- | --------------------------------------- |
|                                                        | Partido Socialista Obrero Español (PSOE)               | 226 831   | 30,31                                   | 4                                       |
|                                                        | Partido Popular (PP)                                   | 163 177   | 21,80                                   | 3                                       |
|                                                        | Vox (Vox)                                              | 162 280   | 21,68                                   | 2                                       |
|                                                        | Unidas Podemos (Podemos-IU-Equo)                       | 97 801    | 13,07                                   | 1                                       |
|                                                        | Ciudadanos-Partido de la Ciudadanía (Cs)               | 66 995    | 8,95                                    | 1                                       |
|                                                        |                                                        |           |                                         |                                         |
| Más País                                               | Más País                                               | 14 112    | 1,89                                    | 0                                       |
| Partido Animalista Contra el Maltrato Animal (PACMA)   | Partido Animalista Contra el Maltrato Animal (PACMA)   | 11 089    | 1,48                                    | 0                                       |
| Andalucía por Sí (AxSi)                                | Andalucía por Sí (AxSi)                                | 1686      | 0,23                                    | 0                                       |
| Partido Comunista Obrero Español (PCOE)                | Partido Comunista Obrero Español (PCOE)                | 1265      | 0,17                                    | 0                                       |
| Recortes Cero-Grupo Verde (R0-GV)                      | Recortes Cero-Grupo Verde (R0-GV)                      | 1261      | 0,17                                    | 0                                       |
| Por un Mundo más Justo (PUM+J)                         | Por un Mundo más Justo (PUM+J)                         | 904       | 0,12                                    | 0                                       |
| Partido Comunista de los Pueblos de España (PCPE)      | Partido Comunista de los Pueblos de España (PCPE)      | 581       | 0,08                                    | 0                                       |
| Partido Comunista de los Trabajadores de España (PCTE) | Partido Comunista de los Trabajadores de España (PCTE) | 381       | 0,05                                    | 0                                       |
| Votos válidos                                          | Votos válidos                                          | 748 363   | 100,00                                  | 11                                      |
| Votos nulos                                            | Votos nulos                                            | 10 098    | Participación: · \| \| 72,32 % \| 5,21% | Participación: · \| \| 72,32 % \| 5,21% |
| Votantes                                               | Votantes                                               | 766 819   | Participación: · \| \| 72,32 % \| 5,21% | Participación: · \| \| 72,32 % \| 5,21% |
| Electores                                              | Electores                                              | 1 197 688 | Participación: · \| \| 72,32 % \| 5,21% | Participación: · \| \| 72,32 % \| 5,21% |
|                                                        | 72,32 %                                                |           |                                         |                                         |

## Diputados electos
Relación de diputados electos:
| N.º | Nombre                        | Lista | Lista |
| --- | ----------------------------- | ----- | ----- |
| 1   | Ignacio López Cano            |       | PSOE  |
| 2   | Pablo Montesinos Aguayo       |       | PP    |
| 3   | Patricia Rueda Perelló        |       | Vox   |
| 4   | Fuensanta Lima Cid            |       | PSOE  |
| 5   | Alberto Garzón Espinosa       |       | UP    |
| 6   | Carolina España Reina         |       | PP    |
| 7   | Rubén Silvano Manso Olivar    |       | Vox   |
| 8   | José Carlos Durán Peralta     |       | PSOE  |
| 9   | Guillermo Díaz Gómez          |       | Cs    |
| 10  | María Dolores Narváez Bandera |       | PSOE  |
| 11  | Mario Cortés Carballo         |       | PP    |